# シドニー現代美術館
シドニー現代美術館はシドニーのサーキュラー・キーにある美術館である。オペラハウスと向かい合う形で建っている。

## 沿革
オーストラリア人芸術家ジョン・パワー(1881-1943)が、芸術教育振興のためにシドニー大学に私財を寄付したことからはじまっている。